# Heloisa Tolipan
Heloisa Tolipan (Rio de Janeiro) é uma jornalista brasileira, colunista do Jornal do Brasil, fundadora do site www.heloisatolipan.com.br e ganhadora do Prêmio Esso de Jornalismo.

## Carreira

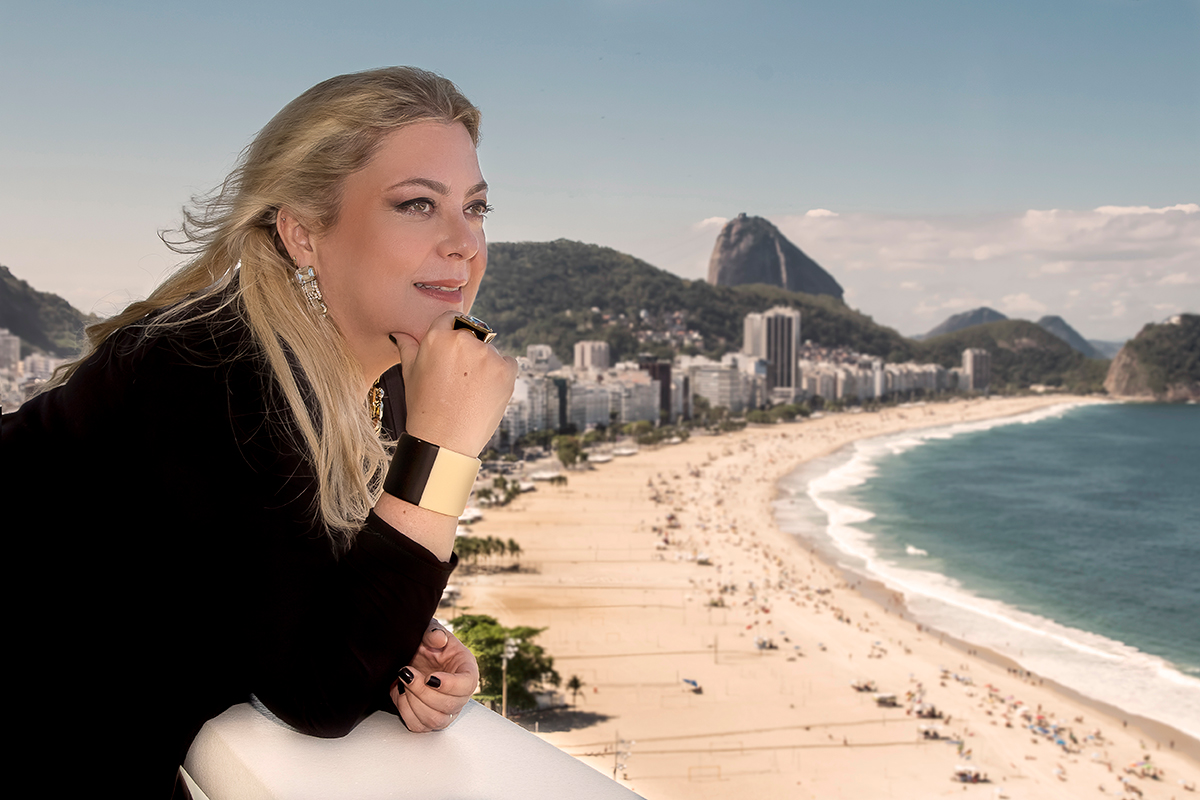
Heloisa Tolipan

Heloisa Tolipan trabalhou 33 anos no Jornal do Brasil. Carioca, é formada em Jornalismo pela PUC-RJ, percorreu toda a trajetória fundamental para a consolidação de uma carreira jornalística. Nos anos 80, ingressou no JB como estagiária, na editoria Cidade.
Em 1987, participou da cobertura jornalística que ganhou o Prêmio Esso de Jornalismo com a reportagem "Rio sofreu o seu pior quebra-quebra". Ainda como repórter, fez coberturas políticas para o JB, entrevistando líderes nacionais e internacionais, culturais e integrou as equipes das colunas Informe JB e Danuza Leão. Heloisa Tolipan ganhou a Medalha Tiradentes, a mais alta condecoração do Estado do Rio de Janeiro, concedida pela Assembleia Legislativa do Rio de Janeiro. 
Em 1991, Heloisa chefiou a reportagem da editoria Cidade, onde permaneceu até 1993. 
Dois anos depois, recebeu um convite para assumir a coluna Gente, que, posteriormente, foi batizada Heloisa Tolipan. Através de sua coluna, o JB foi o primeiro jornal brasileiro a apostar no colunismo que tem como tônica o cotidiano das celebridades, os bastidores da moda e dos eventos cinematográficos, teatrais, musicais do Brasil e do mundo.
É editora de moda e foi a criadora da revista Glam, a primeira revista encartada em um jornal no Rio de Janeiro destinada à moda, que rodou 100 mil exemplares junto com o Jornal do Brasil quando ainda era impresso e não tinha entrado para a plataforma digital. É presença constante em desfiles de moda do Norte ao Sul do país, além de participar de feiras nacionais.
No dia 10 de setembro de 2013, lançou o site que leva o seu nome www.heloisatolipan.com.br. O site Heloisa Tolipan tem como objetivo abordar o que há de mais relevante no universo da moda, música, TV e comportamento - nas mais diversas cenas. Sempre com opinião, o nosso papel é imprimir uma chancela original e vanguardista. Entrevistas, editoriais de moda, coberturas de eventos, dicas e promissores personagens. Detalhe: com a experiência de uma profissional com 33 anos de jornalismo mesclada ao frescor de uma equipe jovem e talentosa.
Atualmente, seu site alcançou a média de 2 milhões de pageviews/mês.

Nas redes sociais, tem mais de 300 mil seguidores e é altamente respeitada como editora de moda, frequentando semanas de lançamentos internacionais e nacionais. A São Paulo Fashion Week comemorou em 2015 seus 20 anos de criação e Heloisa Tolipan acompanha a maior semana de moda do Brasil desde o seu início.